# Поной
Поной (на руски: Поной) е река в Мурманска област на Русия, в централната и източната част на Колския полуостров, вливаща се в Бяло море. Дължина 426 km. Площ на водосборния басейн 15 500 km².
Река Поной води началото си от западните части на възвишението Кейви, на 295 m н.в. В горното течение посоката ѝ е югоизточна, а в средното и долното – източна, като пресича по цялото му протежение Колския полуостров. В горното и средното течение долината ѝ е широка и плитка с ниски брегове. В долното течение пресича източните разклонения на възвишението Кейви в дълбока, каньоновидна долина с множество бързеи и прагове (най-голям Колмацки). Влива се в северната част на Бяло море, чрез малък естуар, при изоставеното селище Корабелное. Основни притоци: леви – Ельок (70 km), Пятчема (68 km), Лосинга (90 km), Лебяжа (57 km), Югонка (59 km), Ачерьок (80 km), Колмак (53 km); десни – Елньок (58 km), Кукша (80 km), Пурнач (137 km). Има смесено подхранване с преобладаване на снежното, с ясно изразено пролетно пълноводие през май и юни и лятно-есенно маловодие. Среден годишен отток 175 m³/s, максимален 3500 m³/s. Заледява се в края на октомври или началото на ноември, а се размразява през 1-вата половина на май. По течението ѝ са разположени само две постоянни населени места Красношчеле в горното течение и Каневка – в средното.

## Топографски карти
карта-ГЩ-СССР|Q-37-А,Б